# Liebesbeziehung

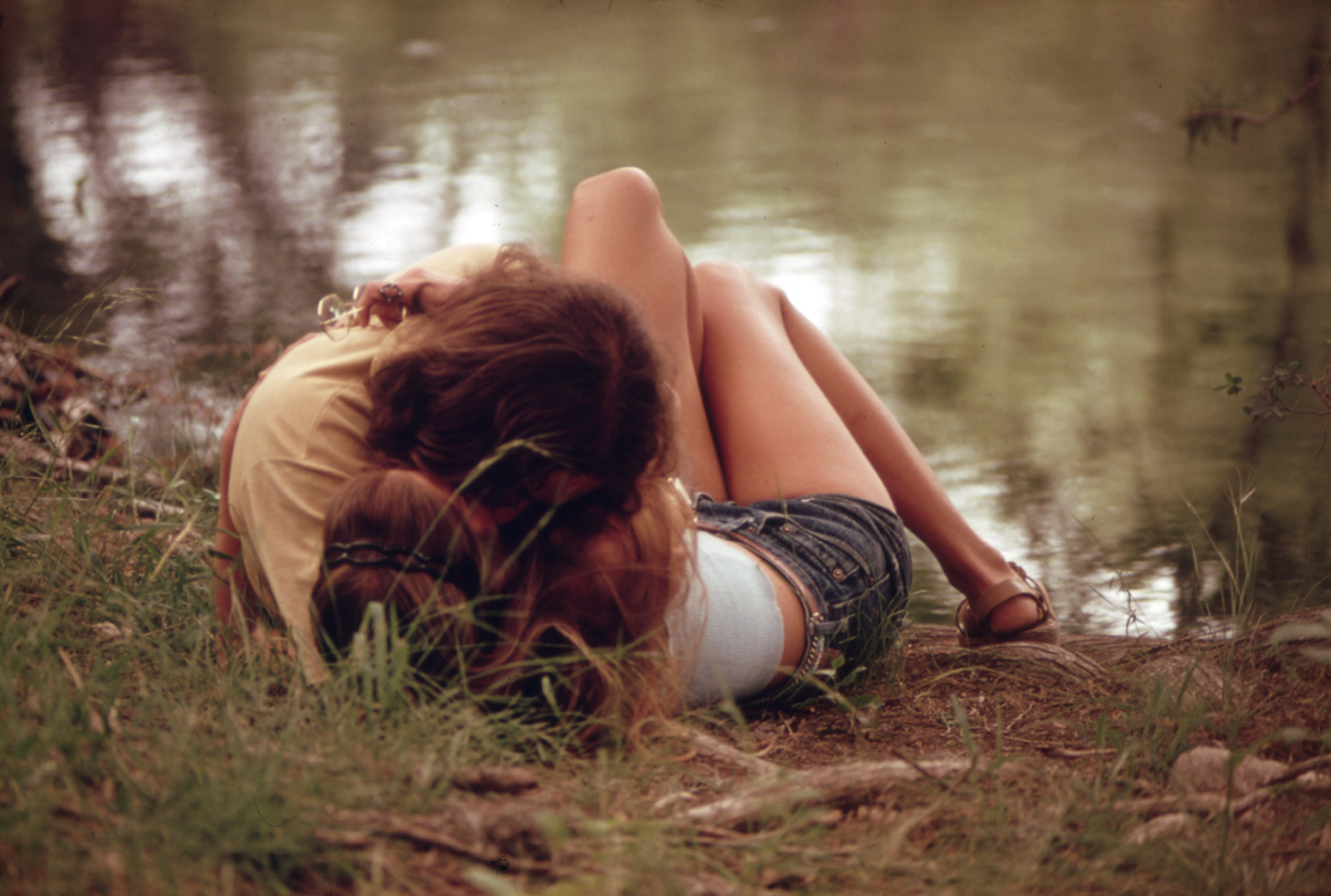
Liebespaar, USA, 1973

Eine Liebesbeziehung (kurz: Beziehung; auch: romantische Beziehung) ist ein emotional intimes und meist sexuelles Verhältnis zwischen zwei Personen (Liebespaar), das durch gegenseitige Liebe und Mitfühlen, Interesse und Fürsorge geprägt ist und stets auch körperliche Anziehung umfasst, wobei es sich hier nicht zwingend um genitale Erotik handeln muss, sondern – insbesondere bei jüngeren Menschen – auch eine ausschließliche Erotik des Umarmens, Berührens und Küssens sein kann. Liebe kann in einer Liebesbeziehung als Verliebtheit oder Leidenschaft, aber auch als stille innige Zuneigung in Erscheinung treten. Liebende sind einander in wechselseitiger empathischer Aufmerksamkeit zugewandt (Rapport), einer Form von Umgang, die Wohlgefühl, Behagen und Harmonie hervorbringt und ähnlich wie die frühe Eltern-Kind-Beziehung in Vertrauen und Bindung einmündet.
Im engeren Sinne versteht man unter einer Liebesbeziehung einen in der westlichen Welt heute weithin verbreiteten Typus von romantischer oder sexueller Beziehung, die um ihrer selbst willen geführt wird und nicht unmittelbar oder notwendig auf eine Partnerschaft, Lebensgemeinschaft oder Ehe zielt. Die Liebenden sprechen häufig voneinander als „meine Freundin“ bzw. „mein Freund“, wobei das Possessivpronomen „mein“ anzeigt, dass nicht (irgend)ein Freund, sondern der Liebespartner gemeint ist. Auch beim Sprachgebrauch, dass zwei Personen „zusammen“ sind oder „miteinander gehen“, ist gemeint, dass sie eine Liebesbeziehung miteinander haben.

## Begriffsumfeld

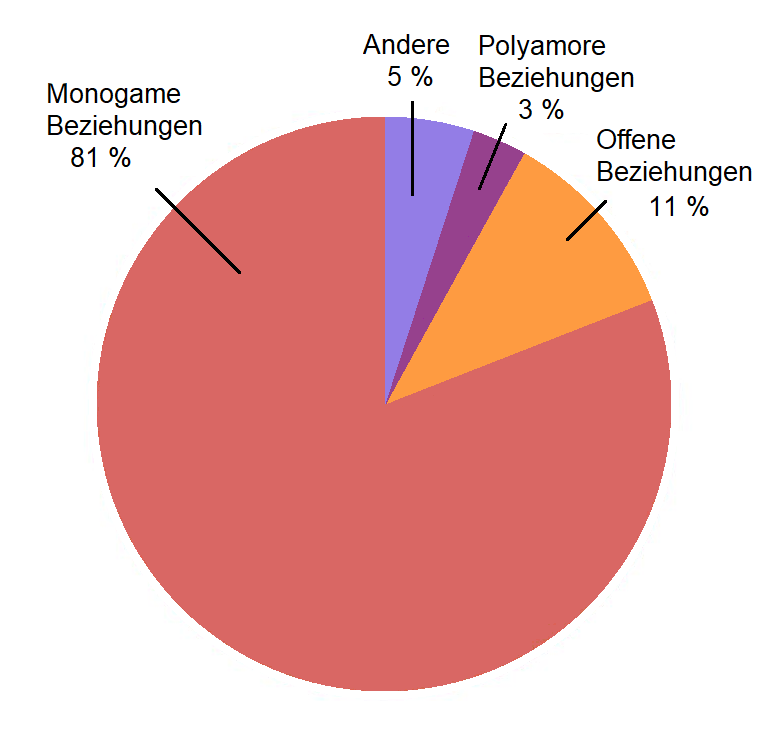
Formen von Beziehungen (Befragung von 1100 Teilnehmern, von denen sich 802 in Partnerschaften befanden; Schweiz 2018/2019).

Viele Liebesbeziehungen entwickeln sich – insbesondere wenn die Gefühlskommunikation sich auch außerhalb des Sexuellen als beständig und tragfähig erweist – zu festen Partnerschaften fort. Bei einer Liebesbeziehung, in der keine Partnerschaft angestrebt oder erwartet wird oder die parallel zu einer bereits vorhandenen Partnerschaft geführt wird, spricht man auch von einer Liebschaft, einer Liaison, einem Techtelmechtel oder einer Liebesaffäre und bei einer Beziehung, bei der der Sex ganz im Vordergrund steht, von einer Sexbeziehung. Die Liebespartner werden in all diesen Fällen auch als „Geliebte“ bzw. „Geliebter“ bezeichnet.
Menschen, die sich ohne sexuelles Interesse aneinander zusammenfinden oder eine Scheu vor sexueller Intimität haben, können trotzdem romantische Gefühle füreinander hegen oder eine romantische Beziehung pflegen. Diese Art der Beziehung ist nicht die Regel, aber existent (siehe Asexualität, Romantische Orientierung).
Bei Polyamorie, Dreiecksbeziehungen und anderen nicht-monogamen Liebesformen können Geflechte aus mehreren Liebesbeziehungen bestehen.
Abzugrenzen sind Liebesbeziehungen unter anderem von Streitbeziehungen, in denen die Partner in ihrem Denken, Handeln und Fühlen ebenfalls stark aufeinander bezogen sind, aber nicht Einklang, sondern Abgrenzung und Auseinandersetzung suchen.

## Die Liebesbeziehung als Sozialform

### Deutschsprachiger Raum

#### Geschichte

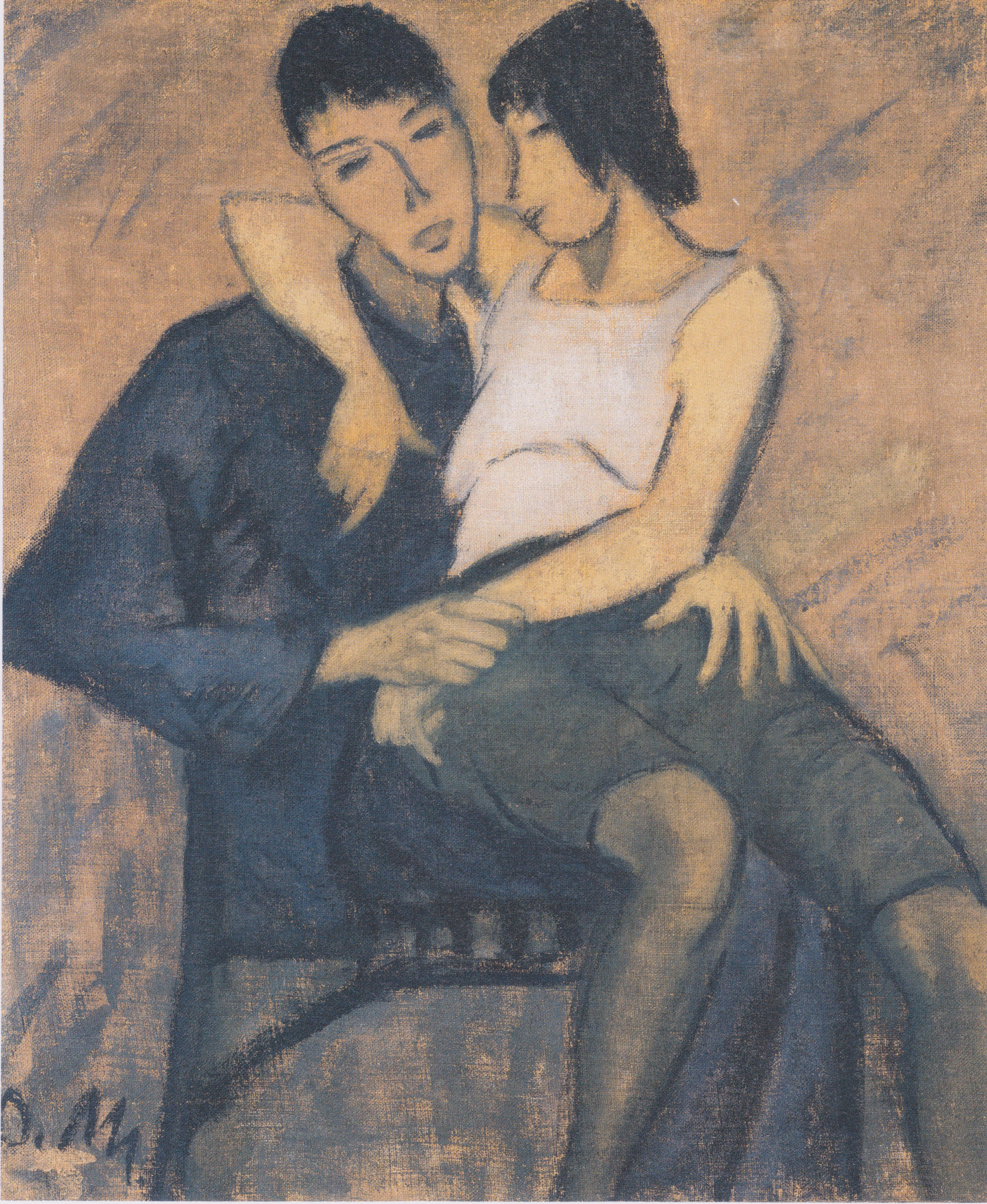
Otto Mueller: Liebespaar (um 1914)

Liebesbeziehungen, als sexuelle Beziehungen ohne erklärte Heiratsabsicht, sind im deutschsprachigen Raum – ebenso wie in vielen anderen Ländern der westlichen Welt – erst in der zweiten Hälfte des 20. Jahrhunderts zur öffentlich sichtbaren Alltäglichkeit geworden. Voraussetzungen dieser Entwicklung waren eine Entkriminalisierung und Enttabuisierung der vorehelichen und außerehelichen Sexualität sowie die Entstehung gesellschaftlicher Räume, in denen junge Menschen informell und ohne Beaufsichtigung durch Erwachsene miteinander in Kontakt treten konnten.
Um die Wende zum 20. Jahrhundert erlangte – von Berlin ausgehend – die Wandervogelbewegung Verbreitung, eine erste Welle der Jugendbewegung, deren Programm zwar auf Askese und Keuschheit ausgerichtet war, die der bürgerlichen Jugend mit koedukativen Wanderaktivitäten jedoch erstmals Gelegenheit gab, informelle sexuelle Kontakte zum jeweils anderen Geschlecht aufzunehmen. Schon in der Zeit der Weimarer Republik verloren die koedukativen Bünde wieder ihre Bedeutung; die nun aufblühende Bündische Jugend praktizierte erneut strenge Geschlechtertrennung, ein Prinzip, das später auch die nationalsozialistischen Jugendorganisationen (Hitlerjugend und Bund Deutscher Mädel) übernahmen.
Nach dem Ende des Zweiten Weltkrieges ging die DDR den anderen deutschsprachigen Ländern bei der Aufhebung der systematischen erzieherischen Trennung von Jungen und Mädchen merklich voran. Ihre Jugendorganisation, die 1936 im Exil gegründete FDJ, war von Anfang an koedukativ gewesen. Die schulische Koedukation wurde in der DDR 1945 eingeführt, in den meisten Ländern der Bundesrepublik zwischen 1951 und 1966, in der Schweiz in den 1960er Jahren und in Österreich 1975. All diese Entwicklungen brachten bürgerlichen Jungen und Mädchen alltägliche Kontaktmöglichkeiten, wie sie bis dahin nur die Landjugend gekannt hatte.
Zu einer allgemeinen Liberalisierung der vorehelichen Sexualität kam es im deutschsprachigen Raum in den ausgehenden 1960er und den 1970er Jahren. Noch bis in die 1960er Jahre hatten junge Leute ihren Liebespartner als „meine Braut“, „mein Verlobter“ und ähnlich bezeichnet. Der dann einsetzende Schwund der soziokulturellen Bedeutung des Verlöbnisses wird unter anderem darin sichtbar, dass in der Bundesrepublik Deutschland nach 1968 keiner Klage auf Zahlung von Kranzgeld nach § 253 Abs. 1 BGB mehr stattgegeben wurde; die Gerichte argumentierten von da an, dieses Gesetz verstoße wegen der gewandelten Moralvorstellungen gegen den Gleichheitsgrundsatz des Grundgesetzes (Art. 3 GG) und sei daher nicht mehr anzuwenden. 1998 wurde er endgültig gestrichen. In der DDR war dies schon 1957 erfolgt.
Die am sichtbarsten von der 68er-Bewegung mit ihren Kampagnen für „freie Liebe“ vorangetriebene Aufklärungs- und Liberalisierungswelle führte dazu, dass voreheliche sexuelle Beziehungen gesellschaftlich akzeptabel wurden.
Ein Meilenstein der Liberalisierung war in der Bundesrepublik Deutschland die in den 1970er Jahren sich allmählich ändernde Urteilspraxis der Gerichte, die den Kuppeleiparagraph § 180 StGB bis dahin immer wieder auf Eltern angewandt hatten, die sexuelle Aktivitäten ihrer heranwachsenden Kinder geduldet hatten; dem Willen des Gesetzgebers nach hätte dieses Gesetz ausschließlich dazu verwendet werden dürfen, um die Prostitution zu bekämpfen.
Liebesbeziehungen (ohne Lebensgemeinschaft oder Partnerschaft im engeren Sinne) wurden im deutschsprachigen Raum damit zur vorherrschenden Form des Sexuallebens von Jugendlichen in einer Zeit, in der die sexuelle Reifung zwar früher einsetzte, die finanzielle Abhängigkeit vom Elternhaus aber immer länger wurde.
Außereheliche Beziehungen gewannen parallel zur vorehelichen Sexualität an Akzeptanz. 1969 wurde in der DDR der Ehebruch entkriminalisiert. Die Bundesrepublik (§ 194 StGB) folgte 1974, die Schweiz 1989 und Österreich 1997.

#### Konventionen

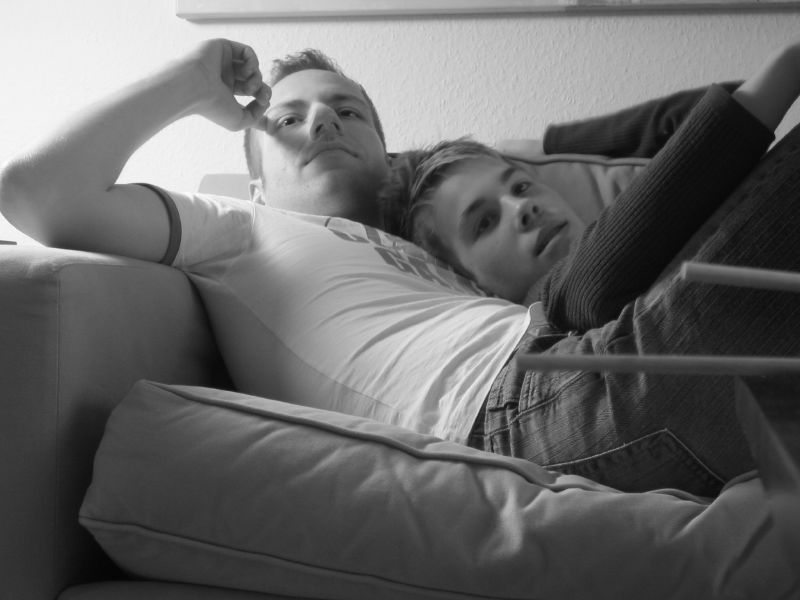
Gleichgeschlechtliches Paar (2005)

Die Liebesbeziehung ist eine soziale Beziehung, die – auch wenn es den Liebenden nicht bewusst ist – wie jede andere soziale Beziehung bestimmten Normen, Konventionen und Verhaltensregeln folgt, die in unterschiedlichen Kulturkreisen ganz unterschiedlich aussehen können und die zum Teil durch Film und Fernsehen vermittelt werden. Das Durchbrechen dieser Üblichkeiten wird als Anzeichen fehlender sozialer Kompetenz oder als Rücksichtslosigkeit empfunden.
Im deutschsprachigen Raum besteht der einschlägige Weg zu einer Liebesbeziehung im Flirt, gefolgt vom Austausch von Zärtlichkeiten und eventuell auch von sexuellen Begegnungen. Sehr junge Teenager, die sexuell unerfahren und auch im Flirten noch unsicher sind, werben um einen potentiellen Liebespartner manchmal auch in Form einer Liebeserklärung oder mit der direkten Frage: „Willst du mit mir gehen?“.
Liebesbeziehungen werden einvernehmlich in informeller Vereinbarung begründet. Da es dafür im deutschsprachigen Raum kein allgemein verbindliches Protokoll gibt und selbst Zärtlichkeiten und Sex nicht zwangsläufig bedeuten, dass man sich einander verpflichtet hat, sind vor allem junge und unerfahrene Menschen häufig verunsichert, ob sie sich nun in einer „Beziehung“ befinden oder ob ihr Verhältnis zum Liebespartner, z. B. eine reine Sexbeziehung, „nur“ ein Techtelmechtel oder „nur“ Freundschaft ist. Man spricht dann davon, dass die Beziehung „in der Schwebe“ ist. Die Unentschiedenheit des Liebespartners ist nur eine von vielen möglichen Ursachen für Liebeskummer.
Obwohl die Begründung einer Liebesbeziehung keinen festen Regeln folgt, gibt es – sobald die Liebesbeziehung erst einmal besteht – zahlreiche Konventionen und Normen, die das Verhalten der Partner reglementieren. Dazu gehört im deutschsprachigen Raum das Auftreten und die Selbstdarstellung vor Dritten, denen man sich als Paar offenbart, etwa durch öffentlich zur Schau gestellte körperliche Intimität wie z. B. Händchenhalten, aber auch durch Verwendung von Bezeichnungen wie „meine Freundin“, „mein Freund“ usw.
Zum aktuellen Liebesbrauchtum zählt unter anderem das Schenken von Blumen, besonders von roten Rosen und das gemeinsame Aufhängen von Liebesschlössern an Brücken.

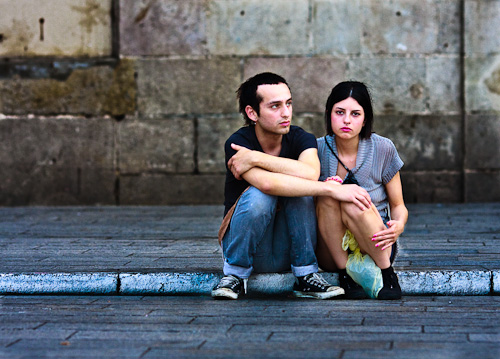
Bedrücktes Paar

Die vorrangigste Konvention für Liebesbeziehungen ist die sexuelle Treue. 95 % aller Frauen und 90 % aller Männer, die in einer Partnerschaft leben, geben an, dass Treue ihnen wichtig ist. Das tiefe Vertrauen, das aus der empathischen Aufmerksamkeit des Partners genährt wird, kann, wenn der Partner auch Dritten empathische Aufmerksamkeit entgegenbringt, als bedroht empfunden werden, besonders wenn das Vertrauensverhältnis der Liebenden von vornherein instabil ist; die Folge ist Eifersucht.

## Vereinigte Staaten: Dating

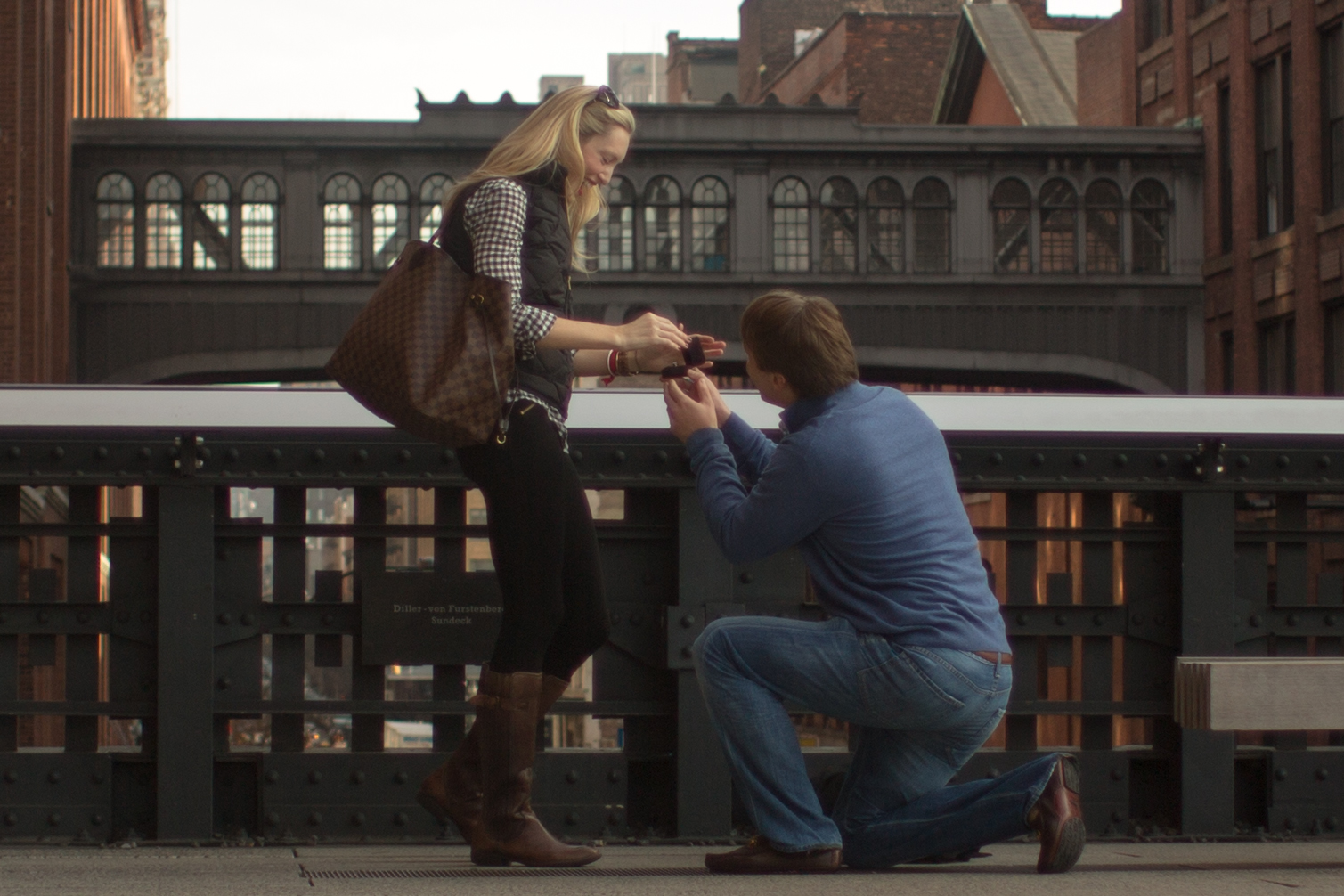
Ein Heiratsantrag setzt in den USA ein vielmonatiges Dating voraus.

Das transitive Verb dating someone wird im amerikanischen Englisch bedeutungsgleich mit der deutschen Wendung „sich mit jemandem in einer Liebesbeziehung befinden“ verwendet, und zwar unabhängig davon, ob man mit dem Betreffenden in Lokale „ausgeht“ oder nicht.
In einem engeren Sinne versteht man unter „Dating“ in den Vereinigten Staaten in weiten Teilen der Gesellschaft – insbesondere in der weißen Mittelschicht – ein spezielles und weit verbreitetes Protokoll für Liebesbeziehungen, das weitaus strenger ist als im deutschsprachigen Raum. Dabei handelt es sich um strukturierte Verabredungen, mit deren Hilfe Menschen, die einen Liebespartner suchen, herausfinden können, ob eine bestimmte Person in ihrem Leben längere Zeit eine Rolle spielen wird.
Dating dient dazu, einen potentiellen Partner kennenzulernen und in Erfahrung zu bringen, ob die eigenen Absichten (Menschen kennenlernen, einen Kumpel, einen echten Freund oder einen Partner fürs Leben finden) mit denen des anderen übereinstimmen, also um zu entscheiden, ob man mehr Zeit mit dem anderen verbringen möchte. Dating bedeutet, dass man mit dem Betreffenden ein bis zwei Stunden z. B. bei einem Restaurantessen oder einer sonstigen Freizeitaktivität verbringt. Falls die Begegnung für beide Seiten erfreulich verläuft, kommt es zu einem zweiten Date usw. In der Frühphase ist es akzeptabel, mehrere Partner parallel zu daten. Viele Dates entwickeln sich im Laufe der ersten Wochen zu einer Liebesbeziehung fort.
Etwa die Hälfte der heterosexuellen Paare hat schon im ersten Monat nach dem ersten Date Sex, weitere 25 % innerhalb der ersten drei Monate. Das Dating führt, wenn es bis dahin nicht abgebrochen wurde, nach ein bis drei Jahren meist zu einem Heiratsantrag. Frauen heiraten in den USA mit durchschnittlich 27 Jahren zum ersten Mal, Männer mit 29 Jahren.

## Trennung und On-off-Beziehung
Unter bestimmten Umständen kann es zu einer „On-off-Beziehung“ kommen, die durch periodische Zyklen von Trennungen und Versöhnungen charakterisiert ist.
Weil das Vertrauensverhältnis im Sexuellen manchmal noch intakt ist, kommt es bei Versöhnungen zu leidenschaftlichem Sex (engl. make-up sex), der bald jedoch erneuter Desillusionierung weicht.
In anderen Fällen kommt es ab einem bestimmten Leidensdruck zu einer endgültigen Trennung oder zum Verlassen des Liebespartners. Dies kann verschiedene Ursachen haben und auch im gegenseitigen Einverständnis erfolgen.